# Ángulos entre paralelas
Los ángulos entre rectas paralelas y una transversal , en geometría euclidiana, son los ocho ángulos formados por dos rectas paralelas (r y s en la imagen de la derecha) y una transversal a ellas (t).

## Denominación
- Ángulos alternos: son los que se encuentran a distinto lado de la secante.
- Ángulos conjugados: son los que se encuentran al mismo lado de la secante.
- Alternos internos: son los que se encuentran en la zona interior de las rectas paralelas.
- Alternos externos: Son los que se encuentran en la zona externa de las rectas paralelas.
- Correspondientes: Son los que se encuentran a un mismo lado de la secante, uno es externo y el otro interno.

### Ángulos alternos internos
Las parejas de ángulos: c,f; d,e se llaman ángulos alternos internos.
|  |  |
Los ángulos alternos internos son congruentes.

### Ángulos alternos externos
Las parejas de ángulos: a,h;  se llaman ángulos alternos externos.
|  |  |
Los ángulos alternos externos son congruentes.

### Ángulos conjugados internos
Los ángulos conjugados internosson los que se encuentran del mismo lado de la secante y entre de las rectas paralelas.
Son ángulos conjugados internos los siguientes ángulos: c,e; d,f.
|  |  |
Los ángulos conjugados internos son suplementarios (suman {\displaystyle 180^{\circ }}).

### Ángulos conjugados externos
Los ángulos conjugados externos son los que se encuentran al mismo lado de la secante y en la parte exterior de las rectas paralelas.
Son ángulos conjugados externos los siguientes ángulos: a,g; b,h.
|  |  |
Los ángulos conjugados son suplementarios (suman {\displaystyle 180^{\circ }}).

### Ángulos correspondientes
Son los ángulos que se encuentran a un mismo lado de la secante, uno es externo y el otro interno, son adyacentes. Los pares de ángulos: c, g; a, e; d, h y b, f; son correspondientes
|  |  |
|  |  |
Los ángulos correspondientes son congruentes.

## Ángulos congruentes entre paralelas
Los ángulos opuestos por el vértice son congruentes, de modo que, de los ocho ángulos formados entre dos paralelas y una transversal, hay únicamente dos distintos, que no son adyacentes.
|  |  |

## Teoremas y resultados relacionados
La noción de ángulos correspondientes es la base de numerosos ejemplos y teoremas fundamentales de la geometría, presente en los cursos de enseñanza media de las matemáticas.[Ver: Bibliografía] Es un resultado geométrico intuitivo conocido y manejado desde la antigüedad, de manera tanto práctica como teórica, si bien es la ciencia griega, y en particular Euclides, en los Elementos (siglo III a. C.), quienes formalizan los conceptos y las nociones de un modo que ha permanecido casi sin variaciones hasta nuestros días.

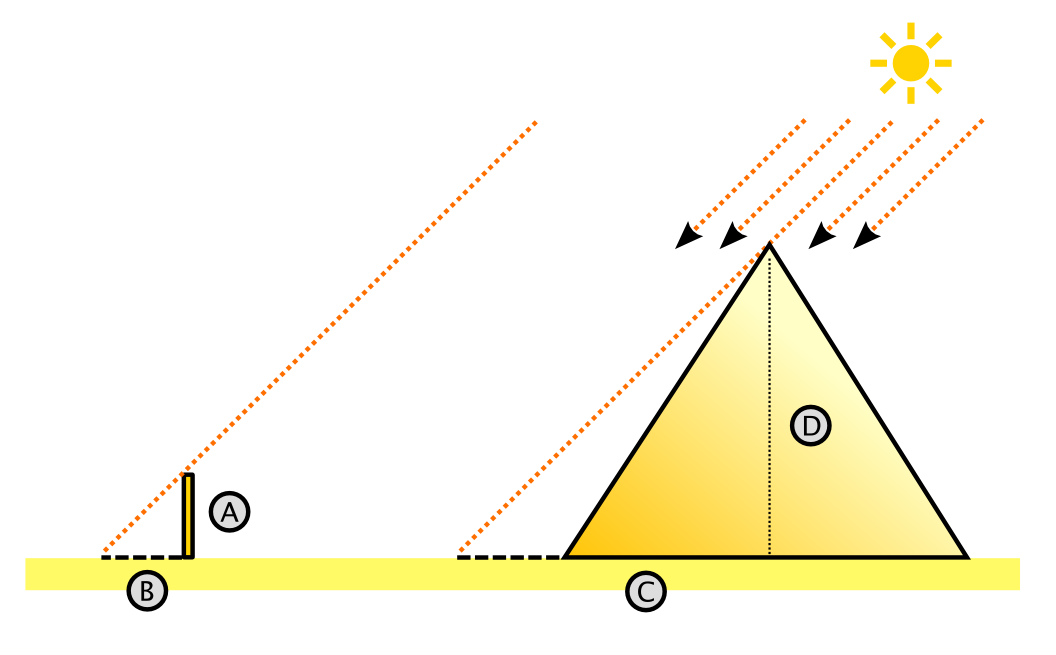
Según cuenta la leyenda, el filósofo Tales de Mileto utilizó esta propiedad para medir la altura de las pirámides de Guiza, alrededor del año 500 a. C.

Teorema de Desargues.
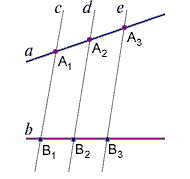
Teorema de Tales.
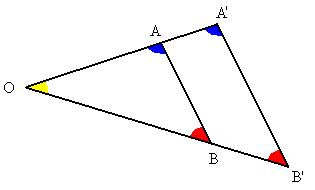
Triángulos semejantes.
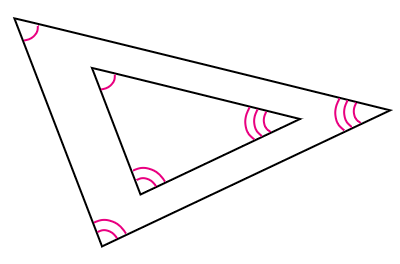
Triángulos semejantes.

### Proposiciones de Euclides
La controversia sobre el V postulado alcanza la definición de los ángulos entre rectas paralelas y una secante desde el momento mismo de la elección de la noción de «rectas paralelas»: las que guardan siempre la misma distancia; las que no se encuentran; o bien las que forman ángulos congruentes al ser cortadas por una transversal.
De Los Elementos de Euclides:
| Proposición 28 Si un segmento al incidir sobre dos rectas hace el ángulo externo igual al interno y opuesto del mismo lado, o los dos internos del mismo lado iguales a dos ángulos rectos, las rectas serán paralelas entre sí. |

| Proposición 29 Una recta que corta a otras dos rectas paralelas hace los ángulos alternos iguales, los ángulos externos iguales a los interiores y opuestos, y la suma de los ángulos internos por el mismo lado iguales a dos rectos. |

| Definición 23 Rectas paralelas son aquellas que, estando en un mismo plano y siendo prolongadas indefinidamente en ambos sentidos, no se encuentran una a otra en ninguno de ellos. |

### Independencia del V postulado

Si los ángulos interiores α y β no son suplementarios, las rectas prolongadas se intersecan (véase: Quinto postulado de Euclides).

Los siguientes dos resultados (lógicamente equivalentes) son independientes del V postulado de Euclides. La Proposición 16, por ejemplo, no se cumple en geometría elíptica. 
De Los Elementos de Euclides:
| Proposición 27 Si un segmento al incidir sobre dos rectas hace los ángulos alternos iguales entre sí, las dos rectas serán paralelas. |

| Proposición 16 En cualquier triángulo, si se alarga uno de los lados, el ángulo exterior es mayor o igual que el ángulo interior y los ángulos opuestos. |

## Geometría no-euclidiana
En la geometría absoluta o la geometría esférica por ejemplo, el quinto postulado de Euclides no aplica, por lo que los ángulos entre rectas paralelas y una secante tienen propiedades diferentes.